# Tokyo Ghoul (película)
Tokyo Ghoul es una película japonesa escrita por Ichirō Kusuno y dirigida por Kentarō Hagiwara. Es una adaptación de acción real del manga y anime Tokyo Ghoul de Sui Ishida y es protagonizada por Masataka Kubota, Fumika Shimizu, Nobuyuki Suzuki, Yū Aoi y Yo Oizumi. 
Se estrenó el 29 de julio de 2017 en Japón.

## Trama
La historia se centra en Ken Kaneki un humano mitad Ghoul que enfrenta dificultades debido a su nueva apariencia y habilidades.

## Reparto
- Masataka Kubota como Ken Kaneki.
- Fumika Shimizu como Tōka Kirishima.
- Kai Ogasawara como Hideyoshi Nagachika.
- Nobuyuki Suzuki como Kōtarō Amon.
- Hiyori Sakurada como Hinami Fueguchi.
- Yū Aoi como Rize Kamishiro.
- Yo Oizumi como Kureo Mado.
- Kunio Murai como Yoshimura.
- Shunya Shiraishi como Nishiki Nishio.
- Shoko Aida como Ryōko Fueguchi.
- Shuntarō Yanagi como Renji Yomo.
- Kenta Hamano como Enji Koma.
- Bandō Minosuke II como Uta.
- Nozomi Sasaki como Kaya Irimi.
- Seika Furuhata como Yoriko Kosaka.
- Dankan como Hisashi Ogura.